# Джино Воткінс
Генрі Джордж «Джино» Воткінс (англ. Henry George Watkins; нар. 29 січня 1907, Лондон — пом. 20 серпня 1932, Східна Гренландія) — британський полярний дослідник — керівник трьох арктичних експедицій, першу з яких очолив у віці всього дев'ятнадцяти років. Найбільшу популярність здобув за результати роботи експедиції до Східної Гренландії 1931—1932 років, яка була визнана найуспішнішою британською арктичної місією за попередні п'ятдесят років. Загинув у віці 25 років під час полювання на тюленів.

## Життєпис
Джино Воткінс народився 1907 року в Лондоні в родині полковника Колдстрим-гардс (найстарішого підрозділу регулярної армії Англії) Генрі Джордж Воткінса і його дружини Дженні Гелен — доньки відомого британського політика Болтона Монселла. Початкову освіту здобув у колледже Ленсінг у Сассексі, а потім навчався в Трініті-коледжі (Кембридж) на інженера, але вчений ступінь так і не отримав.
У 1923 році родина Воткінсів з'їздила до Шамоні, де Джино відкрив в собі пристрасть до альпінізму. Наступні шкільні канікули він проводив в Озерному краї, а також провів один літній сезон у Швейцарії, де здійснив ряд сходжень, що дають право на членство в альпійському клубі. З таким же ентузіазмом і грунтовністю під час навчання в Кембриджі він вчився ходити на лижах. Наприкінці 1925 року Воткінс першим вступив до Кембриджської школи льотної підготовки.

### Експедиції на Шпіцберген і Лабрадор
Ще під час навчання на перших двох курсах Трініті-коледжу Воткінс прослухав ряд лекцій Реймонда Прістлі (учасника експедицій Шеклтона і Скотта), після яких зацікавився темою полярних досліджень. Прістлі познайомив його з Джеймсом Ворді, який пообіцяв йому місце у майбутній експедиції до Східної Гренландії в 1927 році, але вона по ряду причин не відбулася. Тоді Уоткінс в найкоротші терміни організував свою власну експедицію на острів Едж — третій за величиною острів архіпелагу Шпіцберген, на якому до цього працювала лише російсько-шведська експедиція 1899—1901 років (Russo-Swedish Arc of Meridian Expedition), і про який не було нічого відомо, за винятком обрисів його берегової лінії.
Експедиція отримала підтримку Королівського географічного товариства, яке виділило грант у розмірі 100 £, а також університетського фонду, який виділив ще 150 £. До складу учасників увійшли геодезист Генрі Мосхед (ветеран британських експедицій на Еверест 1921 і 1922 років та інших), геолог Н. Фолкон, доктор Г'ю Вудман, біолог Е. Лоундес, фізик Річард Вуллі, В. Форбс, орнітолог К. Т. Делгеті (англ. C. T. Dalgety CT Dalgety) і біолог / ботанік Е. Г. Мічелмор. Експедиція провела на острові всього чотири тижні, з яких хороша погода стояла лише протягом п'яти днів. Але попри те, що через погоду багато із запланованих робіт здійснити не вдалося, загальні досягнуті результати виявилися дорбрими, і були опубліковані в Географічному журналі (зокрема була складена відмінна карта Еджа). Але найдивнішим аспектом експедиції було те, що вона була організована та очолювалася студентом, якому навіть не було двадцяти років, при тому, що деякі з її іменитих учасників були старші за нього вдвічі.
Наступного року Воткінс організував експедицію на південну частину півострова Лабрадор для визначення південних територіальних кордонів між Канадою і Ньюфаунлендом. З липня 1928 по травень 1929 років разом з Джеймсом Скоттом він займався картографуванням невивчених областей великого басейну річки Гамільтон, зробивши при цьому кілька тривалих подорожей на каяках і санних упряжках. Докладний звіт про експедицію River Exploration in Labrador by Canoe and Dog Sledge був опублікований в лютому 1930 року Королівським географічним товариством.

### Британська експедиція для дослідження арктичного повітряного шляху
Наступною метою Воткінса стала експедиція до Гренландії, в ході якої, крім цілого ряду інших досліджень, в тому числі картографування берегової лінії східного узбережжя на північ від Ангмагссаліка, планувалося вивчення метеоумов на гренландському крижаному щиті з метою визначення можливості організації трансатлантичних польотів з Англії до США і Канади за найкоротшим маршрутом (через Фарерські острови, Ісландію, Гренландію, Баффінової Землі і Гудзонової затоки). Попри молодість, Воткінс вдалося отримати фінансову підтримку свого починання, названого Британською експедицією для дослідження арктичного повітряного шляху. Крім «стандартного» набору для полярних подорожей з собою брали два біплани DH.60 Moth — ще під час подорожей по Шпіцбергені і Лабрадору Воткінс прийшов до висновку, що авіація має важливе значення для арктичних досліджень. До складу експедиції увійшли 14 осіб, в їх числі метеоролог Квінтін Райлі, геодезисти Лоуренс Вагер і Альфред Стефенсон, Мартін Ліндсей, Джон Раймілл та Фредді Чапмен. Середній вік учасників був 25 років, і лише у Воткінса, Августина Курто і Джеймса Скотта був досвід «польової» роботи. 
Джеймс Скотт
Експедиція покинула Лондон 6 липня 1930 року на борту промислового судна «Quest» — кораблі останньої експедиції Шеклтона. 24 липня «Quest» досяг східних берегів Гренландії і за 40 миль на захід від Ангмагссаліка була розгорнута експедиційна база. До 8 вересня на льодовиковій шапці острова за 180 миль від бази на висоті 2500 метрів (67 ° 05 'пн. ш., 41 ° 48' з. д.) була організована метеостанція, на якій почалися безперервні спостереження. Одночасно з цим геодезична партія Стефенсона на «Quest» успішно картографували 200-мильну берегову лінію на північ до фіорду Kagerdlugssuak, при цьому «Quest» став першим судном, якому вдалося пройти углиб нього. Звідти Воткінсом була проведена аеророзвідка, в ході якої було відкрито гірський масив, висота гір якого, за оцінками Джино, могла досягати 4500 метрів над рівнем моря (пізніше хребет отримав ім'я першовідкривача).
Основні драматичні події експедиції розгорнулися навколо метеостанції в глибині острова, яка мала вигляд укопаного в сніг невеликого двошарового намету і встановлених поруч з нею вимірювальних приладів. Передбачалося, що на ній будуть працювати позмінно по двоє осіб по шість тижнів. Перша пара — Ліндсей і Райлі відпрацювала з 30 серпня по 2 жовтня, другою парою були доктор Бінгхем (англ. E. W. Bingham EW Bingham) і лейтенант Діт (англ. N. H. D'Aeth NH D'Aeth) — вони працювали з жовтня. Їм на зміну 26 жовтня вийшла партія на чолі з Фредді Чапменом, але вона зіткнулася в дорозі з жахливими погодними умовами, через що їй довелося кинути по шляху частина вантажів, і навіть в «полегшеному варіанті» вона змогла подолати 180 миль тільки до 3 грудня. Партія Чапмена не змогла доставити провіанту і палива, достатнього для роботи на метеостанції до весни двох чоловік, але Августин Курто добровільно зголосився провести зимівлю на самоті. У підсумку він провів на станції п'ять місяців, з яких останні шість тижнів перебував у сніговому полоні — вибухнула 22 березня сніжна буря замурувала Курто в його притулку.
Протягом зими робилися спроби доставити Курто припаси літаком, у квітні рятувальна партія Скотта з третьої спроби дійшла до околиць похованої під снігом станції, але не змогла її знайти і 17 квітня повернулася на базу. І тільки 5 травня 1931 року рятувальній партії під керівництвом Воткінса вдалося виявити місце колишньої метеостанції, що ледь виступала над поверхнею снігу кінчика Юніон Джека і вентиляційної труби і врятувати Августина з ув'язнення. До цього часу у нього повністю закінчилися паливо і їжа. За ходом цієї рятувальної епопеї пильно стежили на батьківщині полярників.
Після порятунку Курто за час, що залишився до початку осені час експедицією були зроблені кілька тривалих санних поїздок у внутрішні області Гренландії, Вагер і Стефенсон зробили спробу сходження на вершину Форель — другу за висотою гору острова. Їм вдалося досягти висоти 3316 метрів (максимальної на той момент). І, нарешті, Джино Воткінс разом з Курто і Пірсі Лемоном здійснив 600-мильну подорож на двох відкритих мотоботах уздовж східного узбережжя Гренландії від Ангмагссаліка до Джуліанхаба (Julianahaab) на його західному березі.
BAARE була визнана найуспішнішою британською арктичною експедицією за останні більш ніж п'ятдесят років, а її керівник, який продемонстрував здатність успішно поєднувати методи більш ранніх дослідників з інноваційним використанням сучасних технологій, був поставлений в один ряд з поважними дослідниками минулого. Всі учасники експедиції були нагороджені Полярною медаллю з «арктичною» плашкою (вперше за попередні півстоліття). Сам 24-річний Воткінс після повернення на батьківщину був представлений Його величності в Букінгемському палаці і ушанований аудієнцією Принца Вельського і Стенлі Болдвіна.

### Остання експедиція

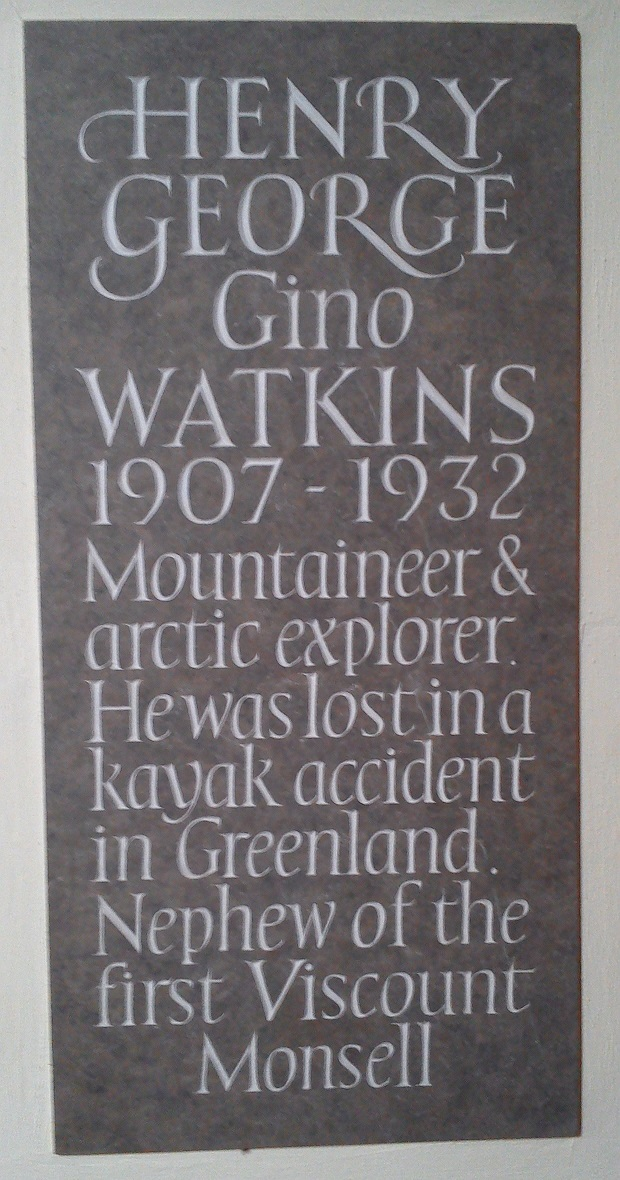
Пам'ятна дошка Джино Воткінсу в церкві Дамблтона

Первісною ідеєю Воткінса з приводу майбутньої експедиції було бажання обігнути земну кулю по північному полярному колі, але вона не знайшла підтримки в географічному суспільстві. Тоді Воткінс серйозно розпочав підготовку другої британської Трансантарктичної експедиції (з перетинання Антарктиди від моря Ведделла до моря Росса — виконання завдання, так і не реалізованого Шеклтоном у 1914 році). Крім перетину континенту передбачалося виконання величезною наукової програми, але світова економічна криза звела всі плани нанівець. В результаті Воткінс вирішив повернутися до східного узбережжя Гренландії — Pan American World Airways погодилася профінансувати продовження досліджень, розпочатих в ході BAARE.
1 серпня 1932 року Воткінс в супроводі Джона Раймілла, Квінтіна Райлі і Фредді Чапмена прибув до Ангмагссаліка. Для нової бази було вибрано узголів'я Лейк-фьорда (англ. Lake Fjord 20 серпня Воткінс на каяку вирушив на полювання на тюленів на північну частину фіорда до язика льодовика, що стікав до затоки. Але з неї він так і не повернувся. Через кілька днів супутники Воткінса знайшли лише його каяк, весло і штани. Лідер експедиції був визнаний загиблим, але, попри це, вона продовжила свою роботу.

## Нагороди

### Державні
- Полярна медаль з пряжкою " АРКТИКА 1930—31 "(1 листопада 1932 посмертно) — "за участь у Британській експедиції для дослідження арктичного повітряного шляху 1930—1931 років "[9].

### Наукові
- Золота медаль засновників Королівського географічного товариства (1932)[10].
- Медаль Ганса Егеде Королівського Датського географічного товариства (1932)[11] .
- Медаль В. С. Брюса Королівського Шотландського географічного товариства (1932)[12].

## Ушанування пам'яті
На його честь названий гірський хребет в Східній Гренландії, а також субантарктичний острів у групі островов Біско. Ім'я дослідника носить благодійний фонд Gino Watkins Memorial Fund, створений в 1933 році, який надає матеріальну допомогу початківцям полярним дослідникам.